# دریای کف‌آلود

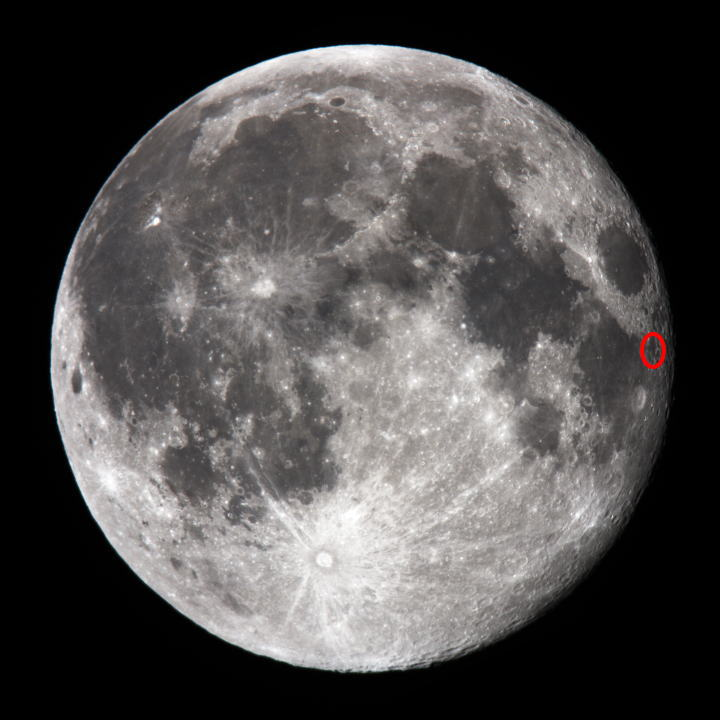
محل دریای کف‌آلود در کرهٔ ماه.

دریای کف‌آلود (Mare Spumans) یکی از دریاوارهای کره ماه است که در جنوب دریای خیزاب‌ها در سمت پیدای ماه واقع شده‌است.
دریای کف‌آلود یکی از نقاط متعدد مرتفع و دریاچه‌مانند است که در حوضه بحران‌ها واقع شده و دریای بحران‌ها را در احاطه خود دارند. قطر دریای کف‌آلود ۱۳۹ کیلومتر است.
مواد حوضه پیرامون آن مربوط به دور شهدی است درحالی‌که بازالت دریای کف‌آلود از دور رگباری بالا به‌جا مانده‌است. دهانه آپولونیسوس غربی در لبه غربی این دریاوار جای گرفته‌است. این دهانه برخوردی سفیدرنگ است و شبکه پرتومانند منظمی از آن به بیرون کشیده شده‌است.